# Pacific Palisades
Pacific Palisades je přímořská čtvrť města Los Angeles, největšího města ve státě Kalifornie ve Spojených státech amerických. Sousedí s Tichým oceánem na jihozápadě, čtvrtí Brentwood na východě, městem Malibu na západě, městem Santa Monica na jihovýchodě, a s pohořím Santa Monica Mountains na severu. Podle Los Angeles Times ve čtvrti roku 2008 žilo přes 25 000 obyvatel.
Pacific Palisades je primárně rezidenční čtvrtí. Lze zde nalézt obrovské soukromé vily, malé povětšinou starší domy, byty, a apartmány. Ve čtvrti se také nachází, díky blízkosti pohoří Santa Monica, mnoho turistických stezek a parků. Každý rok 4. července (Den Nezávislosti) se zde také koná běh na 5 a 10 km. Trasa tohoto závodu se nachází na Sunset Boulevard, a běží se směrem k oceánu.

## Historie
Roku 1911 zde filmový režisér a producent Thomas Ince vytvořil filmové studio. Toto studio bylo specializováno na westernové filmy; Ince jej nazýval „Inceville“, a v dobách své největší slávy zde zaměstnával až 600 lidí. O deset let později zde koupil pozemek reverend Charles Scott, který tu založil malou obec už tehdy nazvanou Pacific Palisades. Jeho vizí bylo vytvořit komunitu plnou inteligentních a nábožensky smýšlejících lidí. Během výstavby domů věřící lidé spali ve stanech poblíž, a už roku 1925 stálo v Pacific Palisades okolo 100 domů. Ulice se tehdy jmenovaly po jednotlivých metodistických misích a misionářích. Postupem času skromné domky nahradily větší a honosnější domy, které byly občas nahrazeny multimilionovými luxusními vilami. Největším lákadlem pro lidi bylo bezesporu zdejší klima; teploty vzduchu jsou zde sice o něco málo nižší než ve vnitrozemských oblastech losangeleské pánve, zato je Pacific Palisades mnohem prosluněnější, a mlhy jsou zde vzácností.
Během 30. a 40. let tu v exilu žilo mnoho německých či rakouských filmových tvůrců a intelektuálů.
Zajímavostí je, že zde platil po mnoho let zákaz konzumace alkoholu. Jediná restaurace, která ve čtvrti směla prodávat alkoholické nápoje, byl Čínský restaurant.

## Rozdělení čtvrtě

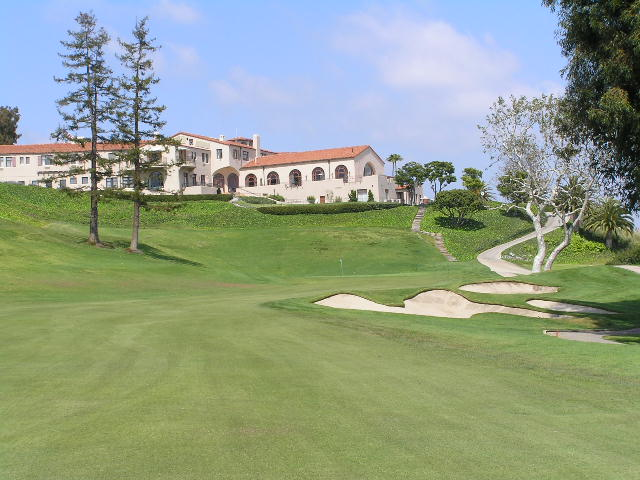
Riviera Country Club s přilehlým golfovým hřištěm

The Village je pěší, životem pulsující malá obchodní oblast, jejímž centrem je slavný Sunset Bulvár a ulice Via de la Paz. V této oblasti se nachází množství farmářských trhů, restaurací, kaváren, butiků, obchodů, bankovních ústavů, či kanceláří.
The Via Mesa a The Huntington Palisades jsou dvě oblasti, které přímo sousedí s “The Village“ na jihu bulváru Sunset. Obě tyto oblasti poskytují krásné výhledy na oceán. The Via Mesa je umístěna mezi kaňonem Temescal na západě, kaňonem Portero na východě, a sedí tak na vysokém útesu. Tato oblast v sobě skýtá také největší veřejný park ve čtvrti.
The Alphabet Street je také oblast, která na severu přímo sousedí s bulvárem Sunset. Oblast je charakteristická velkým počtem rodinných domů, jež jsou v řadě narovnány na přímých ulicích.
The El Medio Mesa se nachází jižně od Sunset Bulváru, a zčásti leží v údolí Temescal. Je to právě oblast nazvaná The El Medio Mesa, kde se nachází křižovatka Sunset Boulevard a Pacific Coast Highway.
Marquez Knolls je velká oblast domů na severu čtvrti.

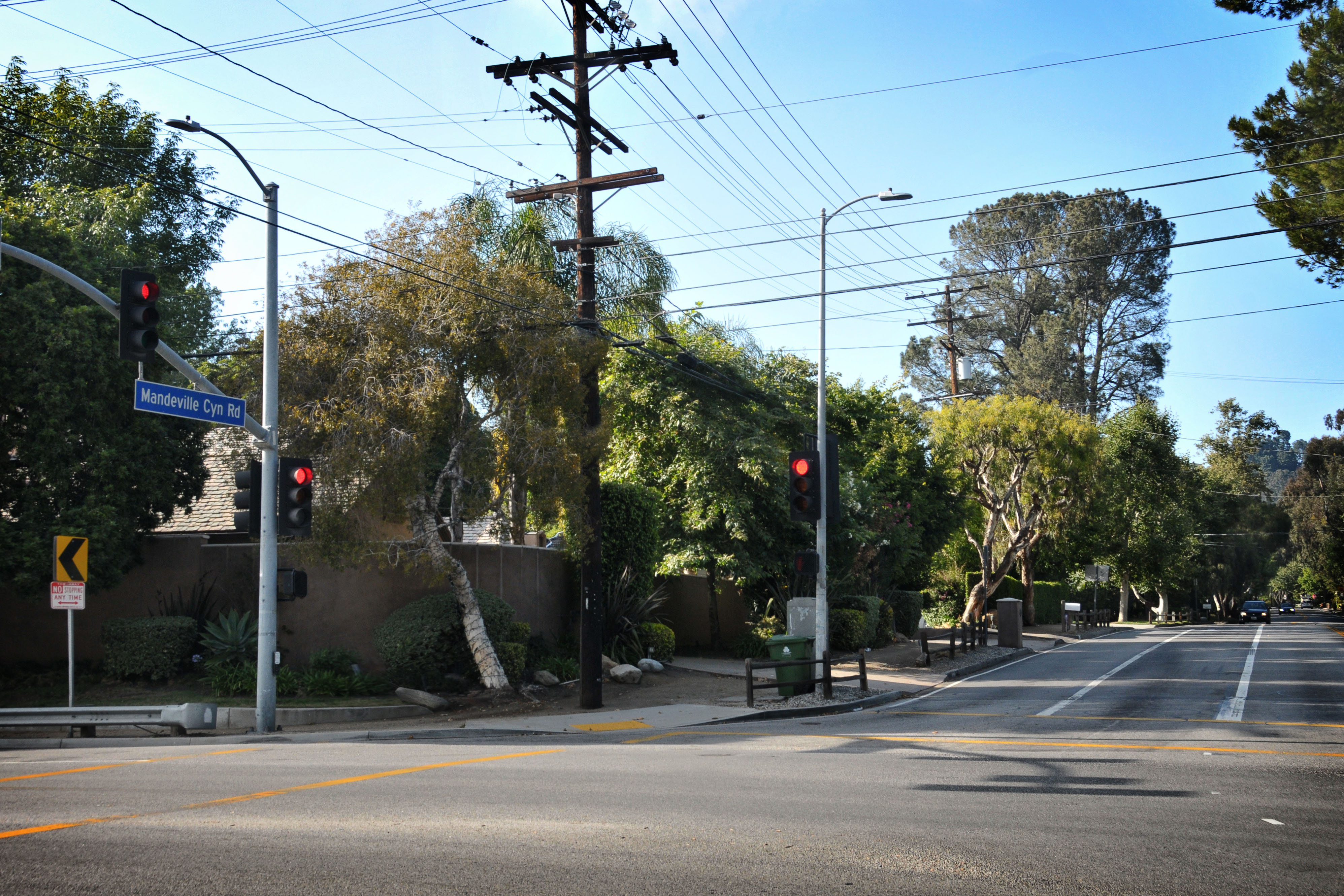
Bulvár Sunset poblíž Pacific Palisades

Castellammare se nachází podél Pacific Coast Highway. Většina oblasti je umístěna na velmi malých útesech. Oblast Castellammare je domovem asi nejznámější turistickou atrakcí Pacific Palisades; muzea s parkem Getty Villa. Ulice zde jsou klikaté, a domy na východě mají, díky blízké přítomnosti pohoří Santa Monica, nádherný výhled na oceán.
Rustic Canyon je oblast východně od bulváru Chautauqua, kde se noří do hlubiny kaňonu Santa Monica. Zde lze nalézt veřejný park Will Rodgers State Historic Park. Oblast je charakteristická především pro to, že zde stojí mnoho poválečných staveb.
The Riviera je část Pacific Palisades, nacházející se cca 4 km východně od oblasti The Palisades Village. V této oblasti je Riviera Coutry Club, což je ultra moderní country klub, jehož součástí je i golfové hřiště, na němž se v minulosti několikrát hrála PGA Tour. Oblast je rozdělena slavnou ulicí Sunset Boulevard na dvě části; jižní a severní. Vnější hranicí oblasti je losangeleská čtvrť Brentwood a město Santa Monica.   

## Demografie
Pacific Palisades je čtvrtí, jejíž obyvatelé jsou téměř výhradně bílé pleti. Z cca 25 000 obyvatel je bílých přes 22 000.

## Getty Villa
Getty Villa je jednou ze dvou lokací J. Paul Getty Museum, a nachází se na západním konci Pacific Palisades poblíž města Malibu. Vila je naučným centrem a muzeem zabývajícím se starověkým Řeckem, Římem, a Etruskou civilizací. Muzeum obsahuje 44 000 řeckých, římských, a etruských antických sousoších. Otevřena byla roku 1954.

## Fotogalerie

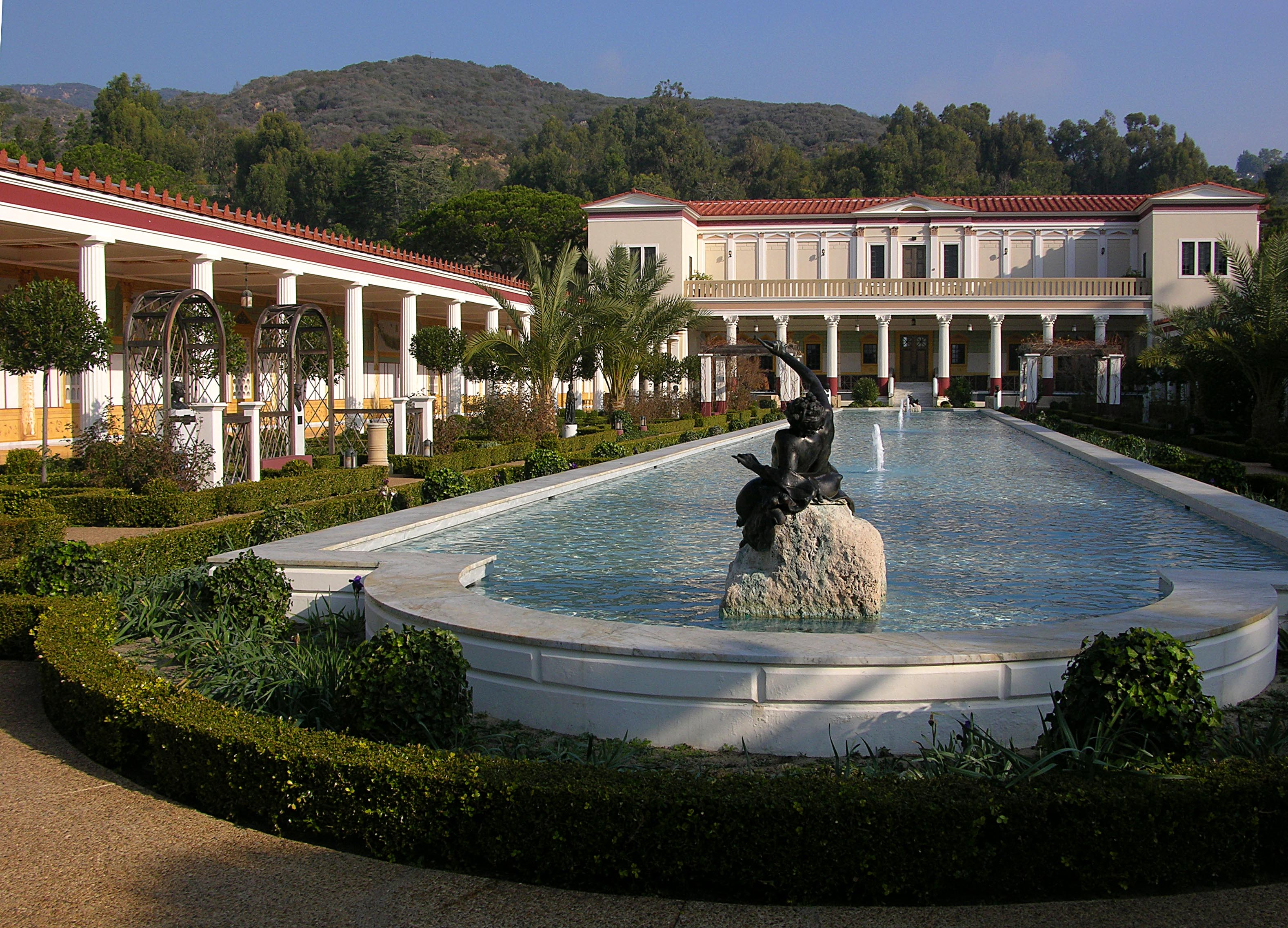
Getty Villa
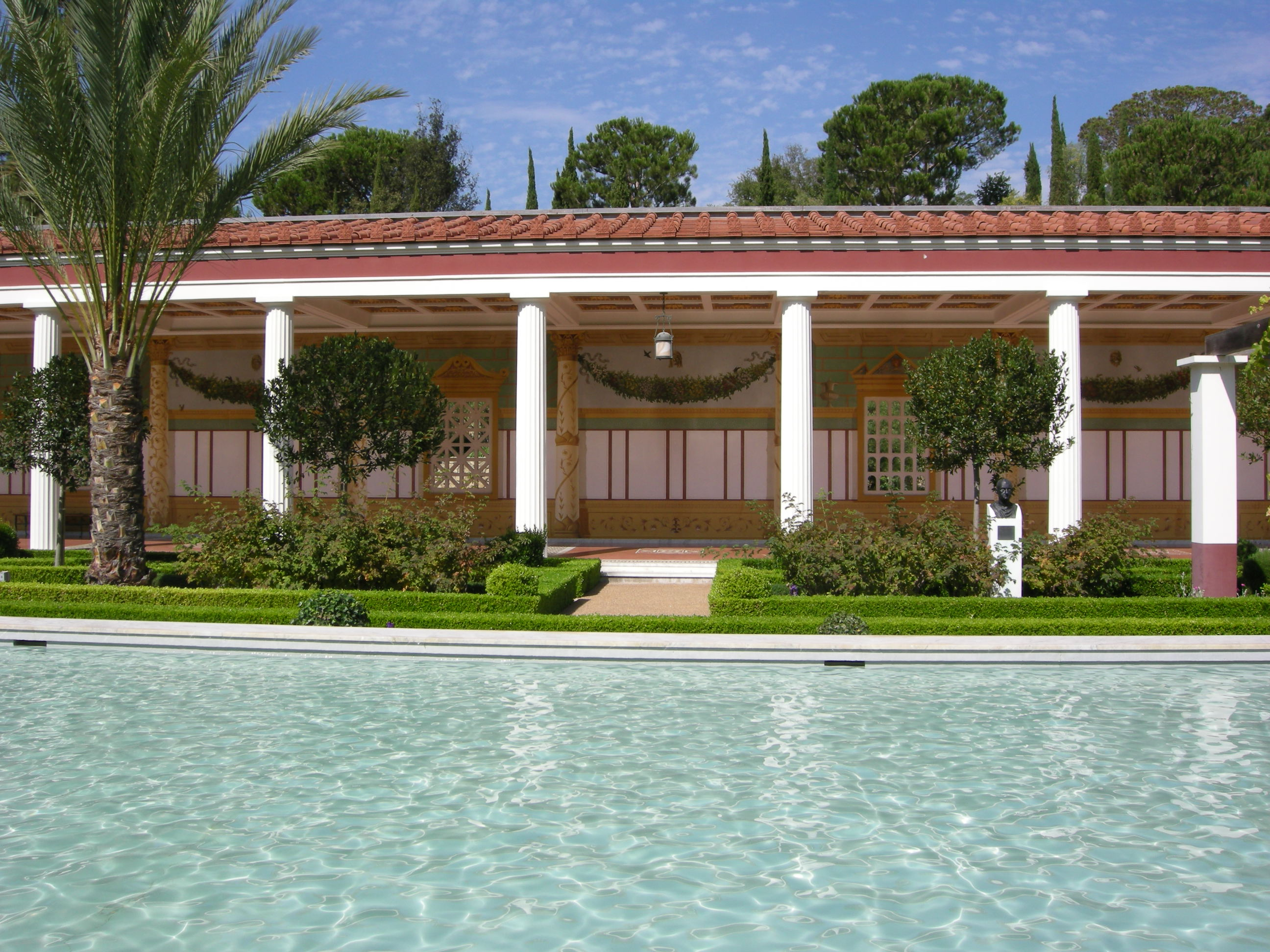
Getty Villa
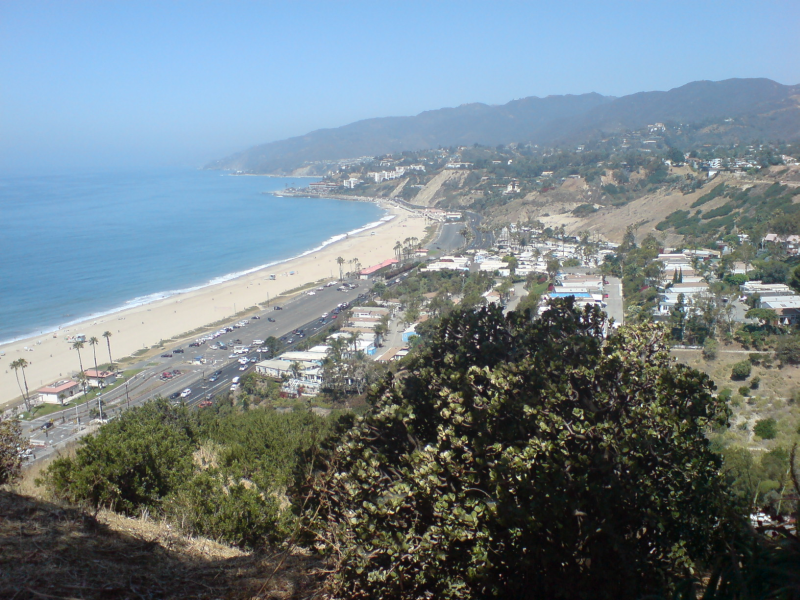
Pacific Palisades směrem k Malibu
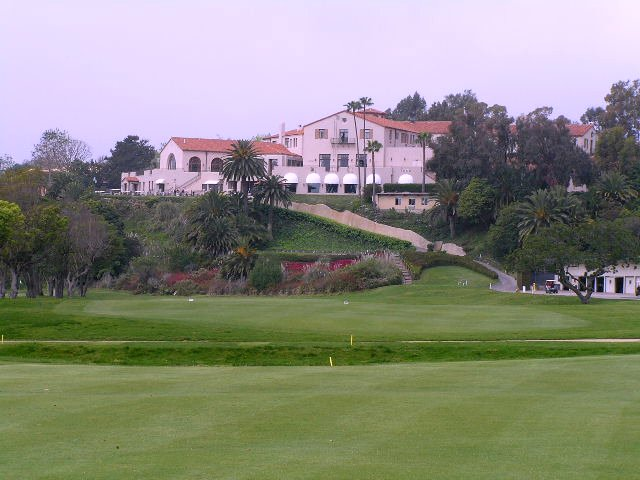
Riviera Country Club
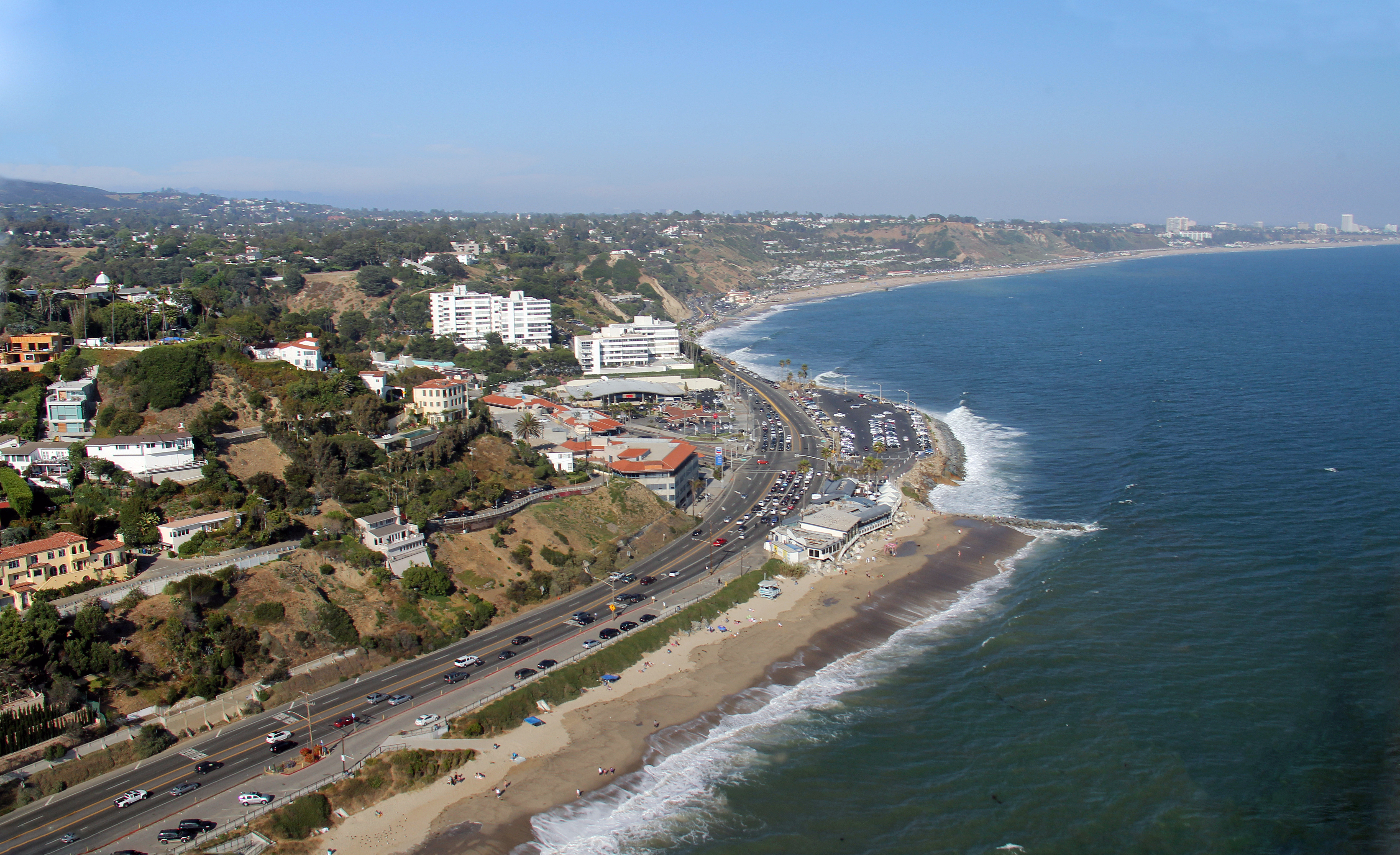
Pobřeží Pacific Palisades
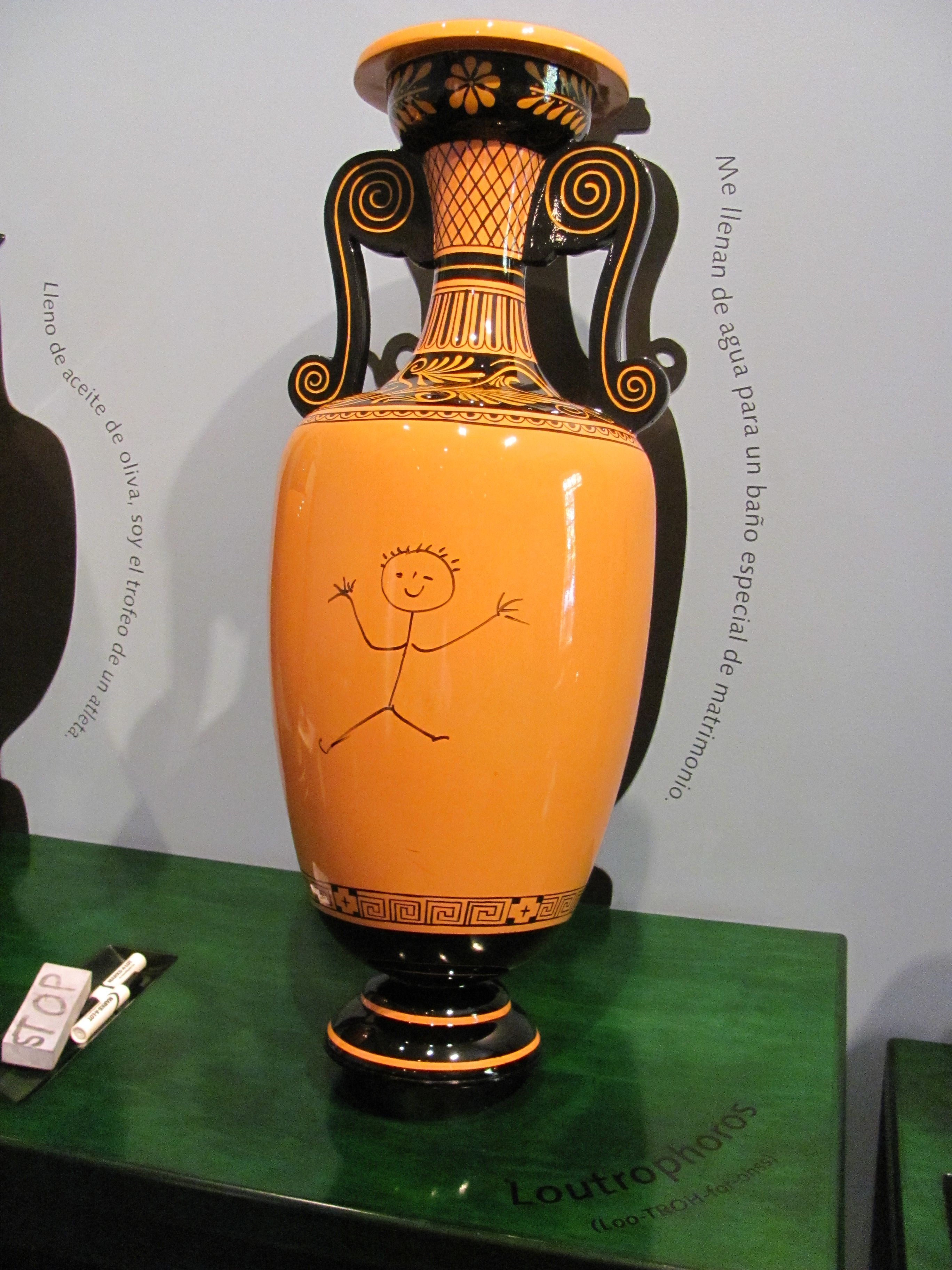
Jeden z exponátů muzea Getty Villa
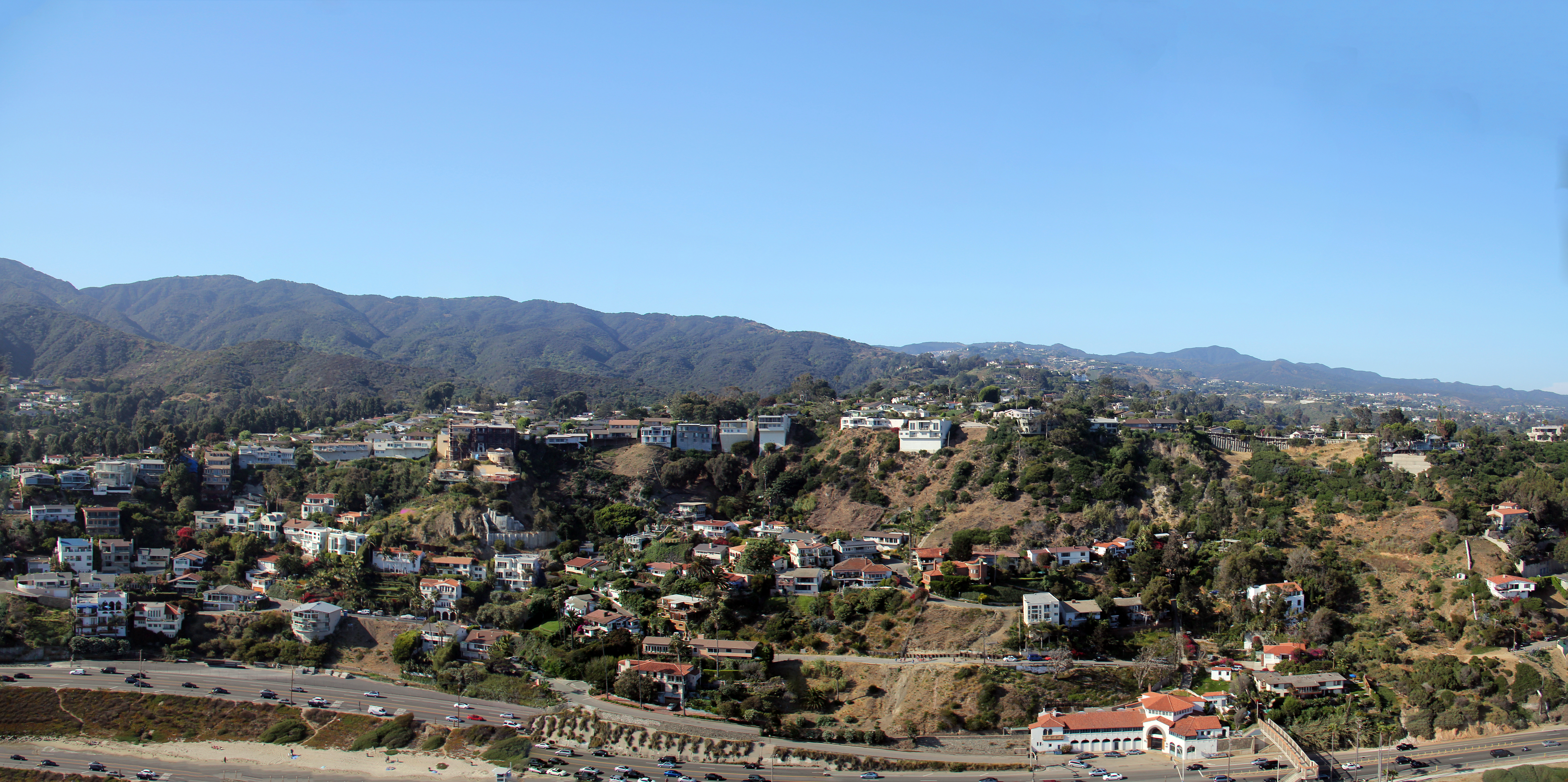
Pacific Palisades z Tichého Oceánu
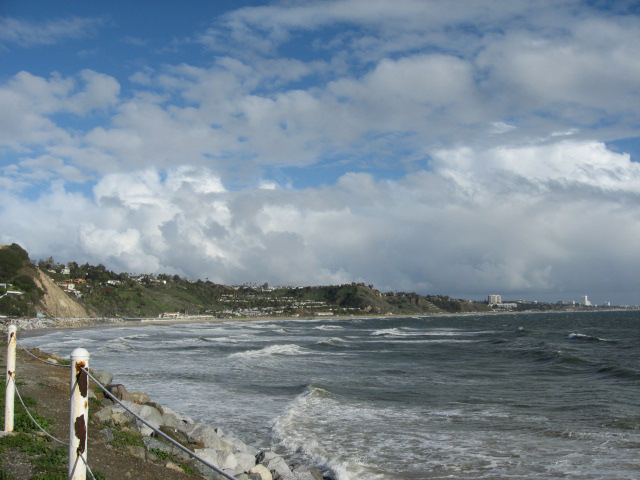
Pohled jižně od pobřeží čtvrtě